# Constantin Moldoveanu
Constantin (Costică) Moldoveanu (Ploiești, 25 de octubre de 1943 - ibídem, 10 de septiembre de 2013) fue un futbolista profesional rumano que jugaba en la demarcación de delantero.

## Biografía
Constantin Moldoveanu debutó como futbolista profesional en 1962 a los 19 años de edad con el FC Petrolul Ploiești. Tras jugar durante siete temporadas en el club y haber ganado una Liga I y una Copa de Rumania. En 1969 fichó por el FC Politehnica Iași. Posteriormente jugó para el FC Sportul Studențesc București, con quien ganó la Liga II en 1972, y finalmente para el Prahova Ploiești, con el que ganó la Liga III en 1975 y con el que se retiró en 1977.
Constantin Moldoveanu falleció el 10 de septiembre de 2013 a los 69 años de edad.

## Selección nacional
Constantin Moldoveanu fue convocado por primera y última vez por la selección de fútbol de Rumania en 1967.

## Clubes
| Club                            | País    | Año         |
| ------------------------------- | ------- | ----------- |
| FC Petrolul Ploiești            | Rumania | 1962 - 1969 |
| FC Politehnica Iași             | Rumania | 1969 - 1972 |
| FC Sportul Studențesc București | Rumania | 1972 - 1974 |
| Prahova Ploiești                | Rumania | 1974 - 1987 |

## Palmarés
FC Petrolul Ploiești
- Copa de Rumania: 1963
- Liga I: 1966

FC Sportul Studențesc București
- Liga II: 1972

Prahova Ploiești
- Liga III: 1975